# Едуард Шарлот
Шарлот (нар. 7 лютого 1998, Самара, Самарська область, Росія) — російський музикант, співак і автор пісень. Здобув популярність завдяки каверам на пісні гурту «Пошлая Молли» та участі у шоу «Пісні на ТНТ». У 2023 році він випустив реліз під назвою "Поетичний екстремізм"[1], в якому відобразив свою критику щодо Росії, зокрема, створивши пародію на російський гімн. Виступив проти повномасштабного наступу Росії на територію України.

## Біографія і творчість
Едуард Шарлот народився 7 лютого 1998 року в Самарі. Ріс в неповній сім'ї разом з братом-близнюком Віталієм. Батьки розлучилися, коли хлопчикові виповнилося п'ять років, і всі турботи по вихованню взяв на себе батько Валерій Володимирович. У дитинстві, за наполяганням батька Шарлот вступив до музичної школи, де швидко освоїв сольфеджіо та гру на різних музичних інструментах.
У підлітковому віці почав писати власну музику, грав на клавішних в групі «Капітан Коркін». У 2014 році спільно зі шкільними друзями заснував власну групу The Way of Pioneers. Колектив грав переважно рок-музику і проіснував кілька років . У 16 років створив свій перший канал на YouTube і почав викладати кавери на пісні The Beatles (улюблена група Шарлота), Three Days Grace, Muse, Green Day і ін., А також виступи власної групи The Way of Pioneers.
Першим кроком на шляху до великої популярності стали кавери, написані Шарлота на пісні популярної групи Пошлая Моллі . Ці роботи по достоїнству оцінив Кирило Блідий, виклавши їх у себе на сторінці. Таким чином, Шарлот отримав першу популярність.
Починаючи з 2017 року, Шарлот співпрацював з лейблом «Джем» . У цей час вийшли його перші студійні міні-альбоми «Це наш світ» і «Ах, я щасливий», а також кліп на пісню «Нитки дев».
У 2019 вийшов міні-альбом Шарлота "Буду спати чи ні? "Під патронатом Sony Music . В цьому ж році Шарлот став учасником другого сезону телевізійного шоу «Пісні на ТНТ», де, однак, не пройшов у фінал, поступившись іншим претендентам . Як не дивно, з цього моменту популярність музиканта різко пішла в гору. 6 вересня 2019 року Шарлот випускає перший повноцінний студійний альбом «Навічно Молодий» спільно з Sony Music, який набрав мільйони прослуховувань в соціальній мережі ВКонтакте, а пісня «Щека на щоку» стає головним хітом виконавця. Після виходу платівки Шарлот опублікував сингли «У ліжко тебе хочу» і «Зимова заметіль», а також кліпи до цих пісень.
Закінчив консерваторію Самарського державного інституту культури в 2019 році.
У жовтні 2019 року Шарлот виступив на телевізійному шоу Вечірній Ургант з піснею «Щека на щоку», де Іван Ургант анонсував тур виконавця по містах Росії. У цьому ж місяці відбувся перший сольний концерт музиканта в московському клубі «16 тонн».
В кінці 2019 року спільно з Тосею Чайкіною випустив пісню «Я буду тебе гріти», що увійшла до альбому виконавиці «Зроблено в айфон».
8 березня 2020 року вийшов музичний кліп до синглу «Малятко», написаному у співпраці з Моргенштерном.
1 червня 2020 року вийшов новий альбом Шарлота «Народжений в пеклі» під патронатом Sony Music . Релізу платівки передувала сварка виконавця з лейблом, однак конфлікт був успішно вирішено. Незважаючи на це, виконавець заявив, що має намір продовжити творчий шлях поза лейбла.

## Дискографія

### Студійні альбоми
| рік  | Назва                |
| ---- | -------------------- |
| 2019 | «Навічно молодий»    |
| 2020 | «Народжений в пеклі» |

### Міні-альбоми
| рік  | Назва                |
| ---- | -------------------- |
| 2017 | «Це наш світ»        |
| 2018 | «Ах, я щасливий»     |
| 2019 | «Буду спати чи ні? » |

### Сингли
| рік  | Назва                             | альбом               |
| ---- | --------------------------------- | -------------------- |
| 2018 | «Мрія»                            | внеальбомний сингл   |
| 2019 | «Буду спати чи ні»                | «Буду спати чи ні? » |
| 2019 | "Я не один"                       | «Буду спати чи ні? » |
| 2019 | «Соло (cover)» спільно з Prise    | -                    |
| 2019 | «Середній пальчик»                | «Навічно молодий»    |
| 2019 | «У ліжко тебе хочу»               | внеальбомний сингл   |
| 2019 | «Зимова заметіль»                 | внеальбомний сингл   |
| 2020 | «Малятко» спільно з Моргенштерном | внеальбомний сингл   |